# Centrale géothermique de Hellisheiði
La centrale géothermique de Hellisheiði est une centrale géothermique détenue et opérée par Orkuveita Reykjavíkur. Elle est située à Hengill au sud-ouest de l'Islande, à 11 km de la centrale géothermique de Nesjavellir. Développée à partir de 2006, elle est devenue au début des années 2010, une des centrales géothermiques possédant une des plus fortes capacités de production au monde.

## Histoire
La production d'électricité commença en 2006 avec deux turbines de 45 MW. En 2007, une turbine additionnelle de 33 MW fut installée. En 2008, deux nouvelles turbines de 45 MW furent installées pour exploiter la vapeur d'eau des montagnes Skarðsmýrarfjall. Deux nouvelles turbines de 45 MW furent mises en place en 2010, portant la capacité électrique de la centrale à plus de 300 MW, ce qui en fait une des plus puissantes au monde.